# Tríptico de Montefiore
El Tríptico de Montefiore es el resultado de la recomposición de seis paneles que formaban parte del originario y desmembrado Políptico de Montefiore dell'Aso de Carlo Crivelli, datado hacia 1471 aproximadamente y conservado en el Museo de la iglesia de San Francisco de Montefiore dell'Aso. Mide aproximadamente 250 x 162 cm y está pintado al temple y oro sobre tabla. 

## Historia

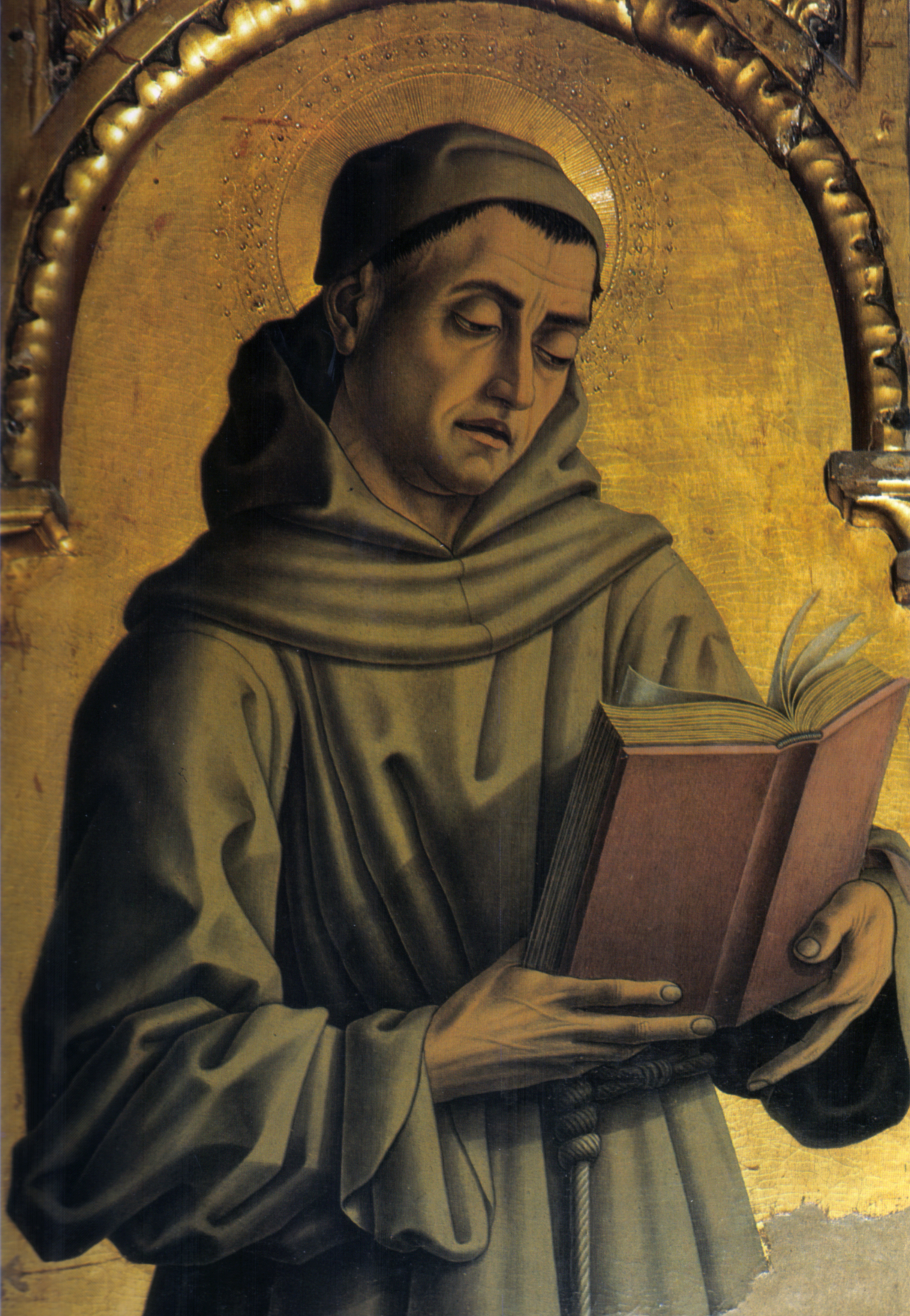
Santo franciscano (beato Juan Duns Scoto).

La datación del políptico se basa en escasos documentos y sobre cuestiones estilísticas. Se sabe que en 1478 ya se encontraba completo e instalado en la iglesia, mientras sobre la base de las afinidades con otras obras se puede circunscribir su ejecución al periodo 1470-1473. Debido a cierta influencia de Niccolò Alunno en la predela, la obra según Federico Zeri debería ser anterior al Políptico de 1472, así pues referible a 1471. 
Ignorado por las fuentes antiguas como Luigi Lanzi o Amico Ricci, el políptico sufrió un destino similar en los primeros estudios críticos sobre la actividad del artista. 
Redescubierto solo más tarde, cuando ya había sido irremediablemente desmembrado, es considerada hoy una obra clave del catálogo crivelliano. Fue separado en el siglo XIX, como recuerda un documento de 1872 referido a años antes: «los P.P. franciscanos vendieron, para disgusto del pueblo, algunos cuadros de Crivelli por más de mil escudos... con el pretexto de restaurar el convento». La parte central pasó a manos del anticuario romano Vallati, donde, en 1858, fue vista por Mündher. Un año después, la Piedad entraba en la National Gallery de Londres. 
Los paneles supervivientes que permanecieron en Montefiore fueron recompuestos en un tríptico y expuestos, hasta 2007, en la iglesia de Santa Lucía. Antes de que la crítica tomara conciencia de la existencia inicial de un políptico, el carácter anómalo del "tríptico" contribuyó a que la obra fuera subestimada y se malinterpretara su paternidad (L. Venturi, Geiger, Teste, Berenson, Sierra). La serie de juicios negativos se interrumpió con la exhibición de 1950 en Ancona, cuando el Tríptico fue expuesto como obra enteramente autógrafa de Crivelli, siendo luego acogido por Pallucchini, el Podestà y otros. La Magdalena fue elegida por André Chastel para ilustrar la portada de su monografía sobre el arte italiano del Renacimiento y por Anna Bovero para la portada de su monografía dedicada a Crivelli editada por Rizzoli.
Una primera reconstrucción del políptico fue propuesta de Zampetti en 1952, a la que Federico Zeri asoció una primera reconstrucción de la predela, recreándose el conjunto original (1961).

## Descripción y estilo
El falso "tríptico" está constituido por seis paneles, tres procedentes del registro principal, con santos de cuerpo entero que originalmente estaban dispuestos en torno a una Madonna entronizada con el Niño (firmada, hoy en Bruselas, en los Museos Reales de Bellas Artes de Bélgica), y tres santos a media figura procedentes del registro superior. 
Orden inferior
- Santa Catalina de Alejandría, 174x54 cm.
- San Pedro apóstol, 174 x 54 cm.
- Santa María Magdalena, 174 x 54 cm.

Orden superior
- Santo franciscano (beato Juan Duns Scoto?), 74 x 54 cm.
- Santa Clara, 74 x 54 cm.
- San Luis de Tolosa, 74 x 54 cm.

Algunas figuras tienen agudísimos matices psicológicos, y presentan un tratamiento de la luz que demuestra un cierto conocimiento de los experimentos contemporáneos de Antonello da Messina y Giovanni Bellini. Federico Zeri creyó notar una leve influencia de Piero della Francesca, mediada quizás por Girolamo de Giovanni, relacionada con la monumentalidad y segura inserción en el espacio de los santos, tan diferente de sus obras más juveniles, todavía vinculadas al mundo cerrado y severo del Renacimiento paduano.

### San Pedro apóstol

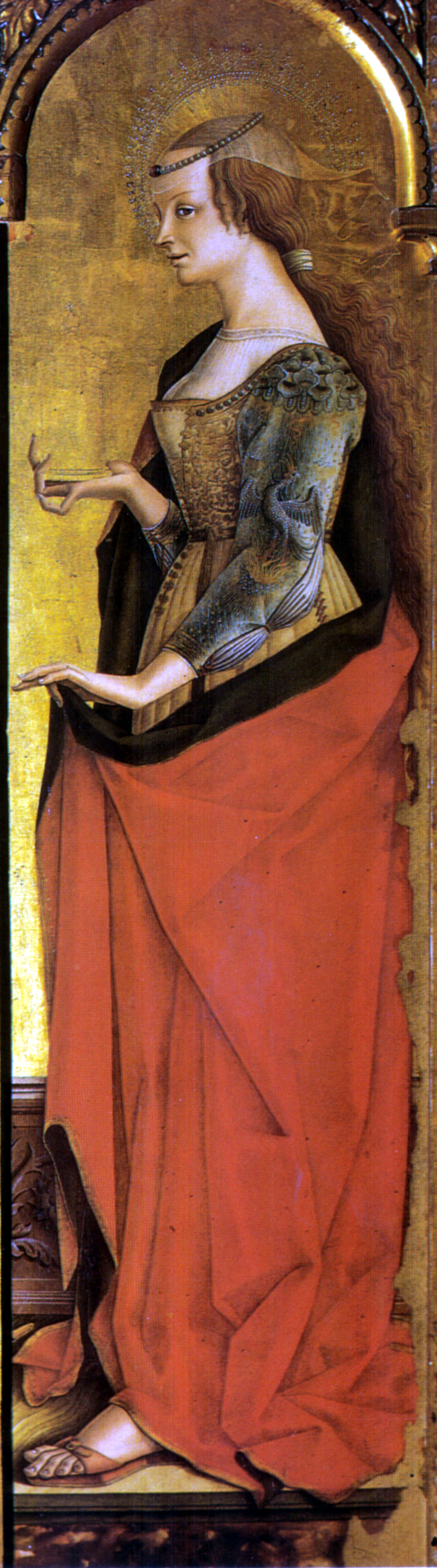
Magdalena.

Los santos del registro inferior comparten un mismo escalón marmóreo con un friso delante decorado con fingidos relieves a la antigua y ante un fondo dorado pero con un zócalo, también decorado con bajorrelieves del mismo estilo que el friso del suelo. 
En la recomposición arbitraria, San Pedro está en el centro del tríptico pero, originariamente, debía ser el primer panel de la izquierda junto a la Madonna. Es una de las representaciones del santo más logradas de Crivelli: el rostro serio fijo en el observador tiene una expresión cargada, casi grotesca. Las manos, típicamente crivellianas, sostienen un libro pesado y las enormes llaves del Cielo, con un detallismo casi maníaco de la anatomía (tendones, venas, articulaciones). El mismo tratamiento se encuentra en los pies con sandalias proyectados hacia el espectador. Particularmente escultural es el manto sobre la túnica, que se arruga en poderosos pliegues de gran efecto, que dan al santo un físico masivo, casi de escultura de madera que asoma desde un nicho.

### Santa Catalina de Alejandría
Junto a san Pedro en el tríptico al igual que, según la reconstrucción, en el políptico, santa Catalina de Alejandría está representada con atuendo principesco; su estatus moral está subrayado no solo por la corona, sino también por las prendas que muestran una belleza más serena que las de la Magdalena, del otro lado; aparece además severa y distante, con la mirada dirigida al Niño (su esposo místico), ignorando al espectador. 
Catalina sostiene con la punta de los dedos de la mano derecha la palma del martirio y con la otra mano la rueda dentada. Una limitación del artista, presente también en otras representaciones de la santa, es el escorzo de la rueda que no crea una elipse, sino un óvalo aplanado. Abajo asoma un pie con un elegante zapato rojo, cerrado: la castidad virginal de la santa es realzada por la actitud, la modestia del atuendo y el velo blanco que le cubre los cabellos, en sutil contraste con la Magdalena.

### Santa María Magdalena
En el políptico debió ser el segundo panel de la izquierda junto al San Francisco (Bruselas, Museos Reales de Bellas Artes de Bélgica). La Magdalena es considerada una de las obras maestras de Crivelli, empezando por la sutil interpretación que el pintor dio de su figura, teniendo en cuenta que era  emblema del pecado y la redención a través de la penitencia. 
La célebre mirada de soslayo, sonriendo un poco maliciosa hacia el espectador, alude al pasado de cortesana de la santa. Esto rompe la atmósfera de seriedad trasmitida por las otras figuras y se acerca al espectador en una dimensión mucho más humana, no ajena a un ligero erotismo. Sobre la palma de la mano derecha levanta el tarro de ungüentos, cuyo oro se funde con el del fondo dorado, mientras con dos dedos de la otra mano alza elegantemente su manto rojo, bajo el que asoma un pie semidesnudo, calzado con sandalia. El cabello, muy largo, rubio y ondulado, cae a la espalda con un finísimo velo trasparente sobre la cabeza. El vestido de terciopelo, tiene fénix bordados en las mangas y dorados arabescos en el corpiño, muy escotado ciñendo un busto visible a través de la finísima camisa trasparente que lo cubre. Crivelli siempre optó por representar a esta santa en la plenitud de su vida mundana, no en la posterior de expiación y oración.

### Santa Clara de Asís
La santa Clara de Asís es ahora el panel central del registro superior del tríptico, y en el políptico original a la derecha del Cristo Muerto sostenido por dos ángeles (Londres, National Gallery). En esta tabla Crivelli representa a la fundadora de las clarisas fascinantemente melancólica. Elegantísimo el modo en el que sostiene con las dos manos un libro sagrado y el lirio símbolo de pureza virginal.

### Santo franciscano (beato Juan Duns Scoto?)
Cerca de santa Clara en el registro superior del tríptico se encuentra un personaje de dudosa identidad. Esta figura presenta muchos elementos similares a los estudios contemporáneos sobre la luz de Antonello da Messina y Giovanni Bellini; la crítica debate su identidad: un joven con hábito franciscano, tiene como atributo solo un libro genérico abierto. De hecho, no es san Antonio de Padua, siempre representado por Crivelli con el lirio, ni tampoco Jaime de la Marca, que en aquel momento aun no había sido canonizado; los estudiosos sostienen la hipótesis de que pueda tratarse de Juan Duns Scoto, erudito del círculo franciscano llamado el "doctor sutil". 

### San Luis de Tolosa
San Luis de Tolosa, otro santo de la Orden Franciscana, estaba junto a un perdido panel en el registro superior del políptico y ahora a la izquierda de santa Clara; Luis es representado por Crivelli en suntuoso atuendo de obispo, de perfil (como la Magdalena abajo) y sosteniendo el báculo pastoral, mientras con la otra mano bendice.

## Otros proyectos
- Wikimedia Commons contiene imágenes y archivos sobre Trittico di Montefiore

- Datos: Q3999122
- Multimedia: Triptych of Montefiore / Q3999122